# Orlando De Toni
Orlando De Toni, soprannominato Nano (Alleghe, 5 gennaio 1951 – Alleghe, 8 gennaio 2015), è stato un hockeista su ghiaccio italiano.
Dapprima attaccante, si affermò poi come difensore con le maglie di Alleghe Hockey e Diavoli Milano, oltre che della nazionale italiana.

## Carriera
Cresciuto nella squadra del suo paese, Alleghe, esordì in massima serie nella stagione 1967-1968 con la maglia dei Diavoli Milano. Ritornato all'Alleghe Hockey, ne vestì la maglia dalla stagione 1968-1969 alla stagione 1981-1982. Durante quest'ultima stagione ricoprì il ruolo di allenatore/giocatore.
In seguito allenò a lungo le giovanili biancorosse.
Ha vestito a lungo anche la maglia azzurra, (con cui ha partecipato a due edizioni del mondiale: nel 1973 in Gruppo B e nel 1977 in Gruppo C, quest'ultimo vinto) raccogliendo complessivamente 23 presenze e mettendo a segno due reti.